# Collonges (Ain)
Collonges [kɔlɔ̃ʒ] ist eine französische Gemeinde mit 2260 Einwohnern (Stand 1. Januar 2022) im Département Ain in der Region Auvergne-Rhône-Alpes. Sie gehört zum Kanton Thoiry im Arrondissement Gex und ist Mitglied im Gemeindeverband Pays de Gex Agglo.

## Geographie
Collonges liegt auf 495 m, etwa 20 Kilometer westsüdwestlich der Stadt Genf und 53 Kilometer östlich der Präfektur Bourg-en-Bresse (Luftlinie). Das ehemalige Bauerndorf erstreckt sich im Südwesten des Pays de Gex an aussichtsreicher erhöhter Lage am Fuß des Juras unterhalb des Grand Crêt d’Eau, am westlichen Rand des Genfer Beckens am östlichen Eingang in den Défilé de l’Écluse.
Die Fläche des 16,25 km² großen Gemeindegebiets umfasst einen Abschnitt des Pays de Gex. Das Gebiet zerfällt in zwei naturräumlich sehr unterschiedliche Teile. Der östliche Teil wird von der fruchtbaren Ebene am Jurafuß eingenommen. Dieses Plateau, ein Molassebecken, das vom eiszeitlichen Rhonegletscher überformt wurde, wird durch die Annaz zur Rhone entwässert. Gegen den Jura hin steigt das Plateau allmählich an. Die südliche Grenze verläuft dabei entlang der Rhône, die vor dem oberen Eingang in den Défilé de l’Écluse zu einem langgezogenen Flachsee mit Schwemmlandinseln aufgestaut ist.
Nach Westen erstreckt sich das Gemeindeareal über den steilen, dicht bewaldeten Hang bis auf den Kamm der vordersten Jurakette. Die Grenze bildet die Krete des Grand Crêt d’Eau, auf dem mit 1621 m die höchste Erhebung von Collonges erreicht wird. Oberhalb von rund 1400 m befinden sich ausgedehnte Bergweiden. Gegen Süden fällt der Kamm steil zum Rhônedurchbruchstal (Défilé de l’Écluse) ab. Das Gemeindegebiet ist Teil des Regionalen Naturparks Haut-Jura (frz.: Parc naturel régional du Haut-Jura).
Zu Collonges gehören neben dem ursprünglichen Ort auch verschiedene Weiler und Gehöfte, darunter:
- Ecorans (525 m) am Jurafuß nördlich des Dorfes
- Pierre d’en Bas (480 m) auf dem Plateau nördlich des Rhônetals
- Pierre d’en Haut (497 m) auf dem Plateau nördlich des Rhônetals

Nachbargemeinden von Collonges sind Farges im Norden, Pougny im Osten, Vulbens und Chevrier im Süden sowie Léaz, Lancrans und Confort im Westen.

## Geschichte
Erstmals urkundlich erwähnt wird Collonges bereits im 10. Jahrhundert. Später erschienen die Schreibweisen Collunges (1441), Colonges (1460) und Collonge (im 18. Jahrhundert). Der Ortsname geht auf das altfranzösische Wort collonge (Kolonie; Land, das einem Siedler gehört) zurück.
Seit dem 12. Jahrhundert bildete Collonges eine Pfarrei, die vom Kloster Ainay abhängig war. Im Mittelalter war das Gebiet von Collonges in verschiedene Herrschaften aufgeteilt. Im 14. Jahrhundert kam das Dorf unter die Oberhoheit der Grafen von Savoyen. Danach teilte Collonges die wechselvolle Geschichte des Pays de Gex, mit dem es nach Abschluss des Vertrages von Lyon 1601 endgültig an Frankreich gelangte.
Von 1793 bis 2015 war die Gemeinde Hauptort (frz.: chef-lieu) des Kantons Collonges.

## Bevölkerung
| Jahr                       | 1962 | 1968 | 1975 | 1982 | 1990 | 1999 | 2009 | 2020 |
| Einwohner                  | 879  | 901  | 966  | 926  | 1000 | 1106 | 1821 | 2249 |
| Quellen: Cassini und INSEE |      |      |      |      |      |      |      |      |

Mit 2260 Einwohnern (Stand 1. Januar 2022) gehört Collonges zu den mittelgroßen Gemeinden des Départements Ain. Seit Mitte der 1960er Jahre wurde ein Bevölkerungswachstum verzeichnet, dessen Beschleunigung sich mit einiger Verzögerung gegenüber den übrigen Gemeinden des Pays de Gex vollzog. Die Ortsbewohner von Collonges heißen auf Französisch Collongeois(es).

## Sehenswürdigkeiten
Die Kirche Saint-Théodule wurde im 19. Jahrhundert erbaut. Von der einstigen Burg Ecorans (13. Jahrhundert) existieren nur noch wenige Ruinen. Erhalten sind Teile des Château Livron sowie ein Herrschaftssitz in Collonges. Im Ortskern befinden sich verschiedene alte Bauernhäuser aus dem 18. und 19. Jahrhundert im traditionellen Stil des Pays de Gex. Ebenfalls zu den Sehenswürdigkeiten zählt die nahegelegene Schlucht Défilé de l’Écluse mit den Befestigungsbauten.

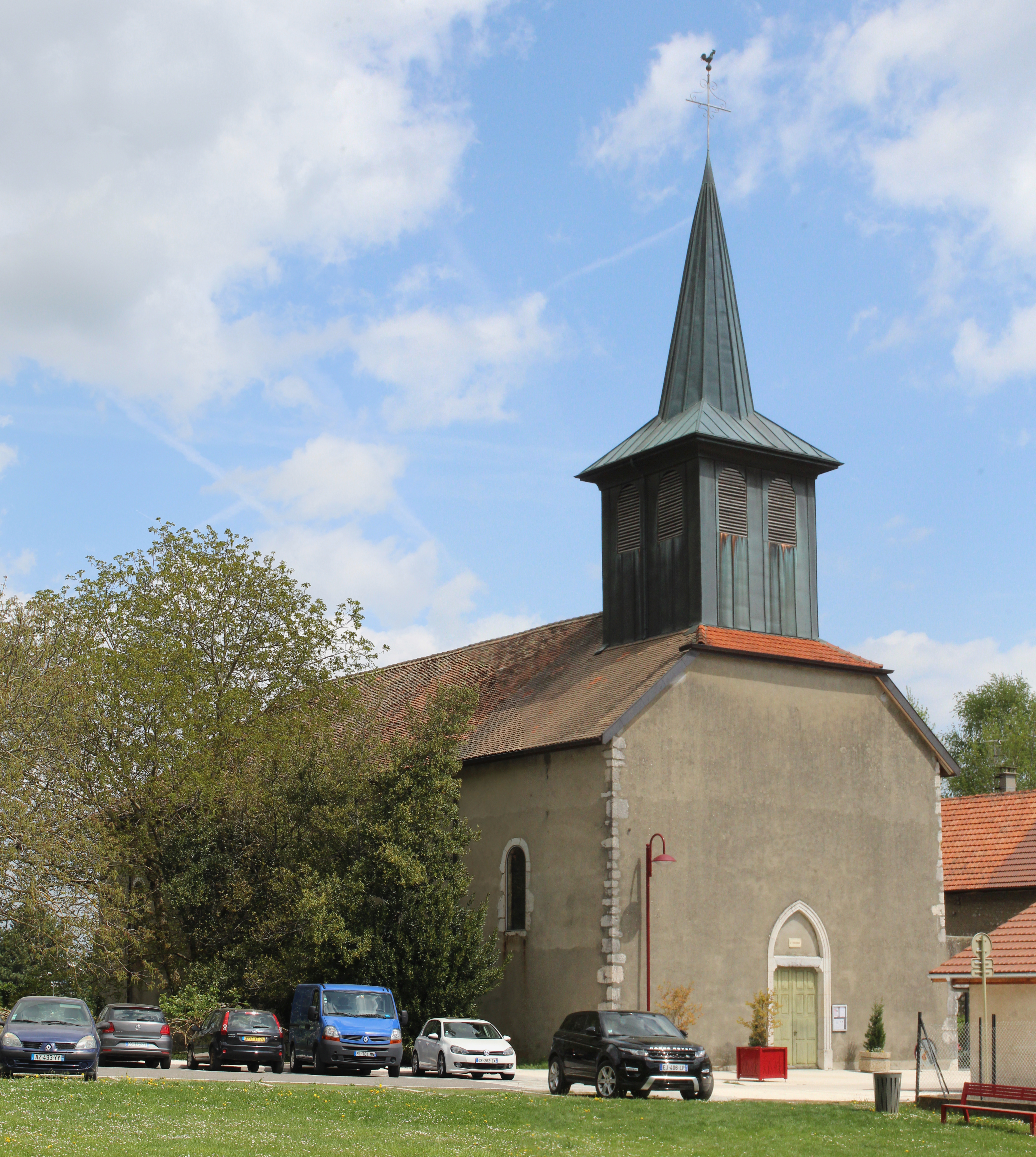
Kirche Saint-Théodule in Collonges
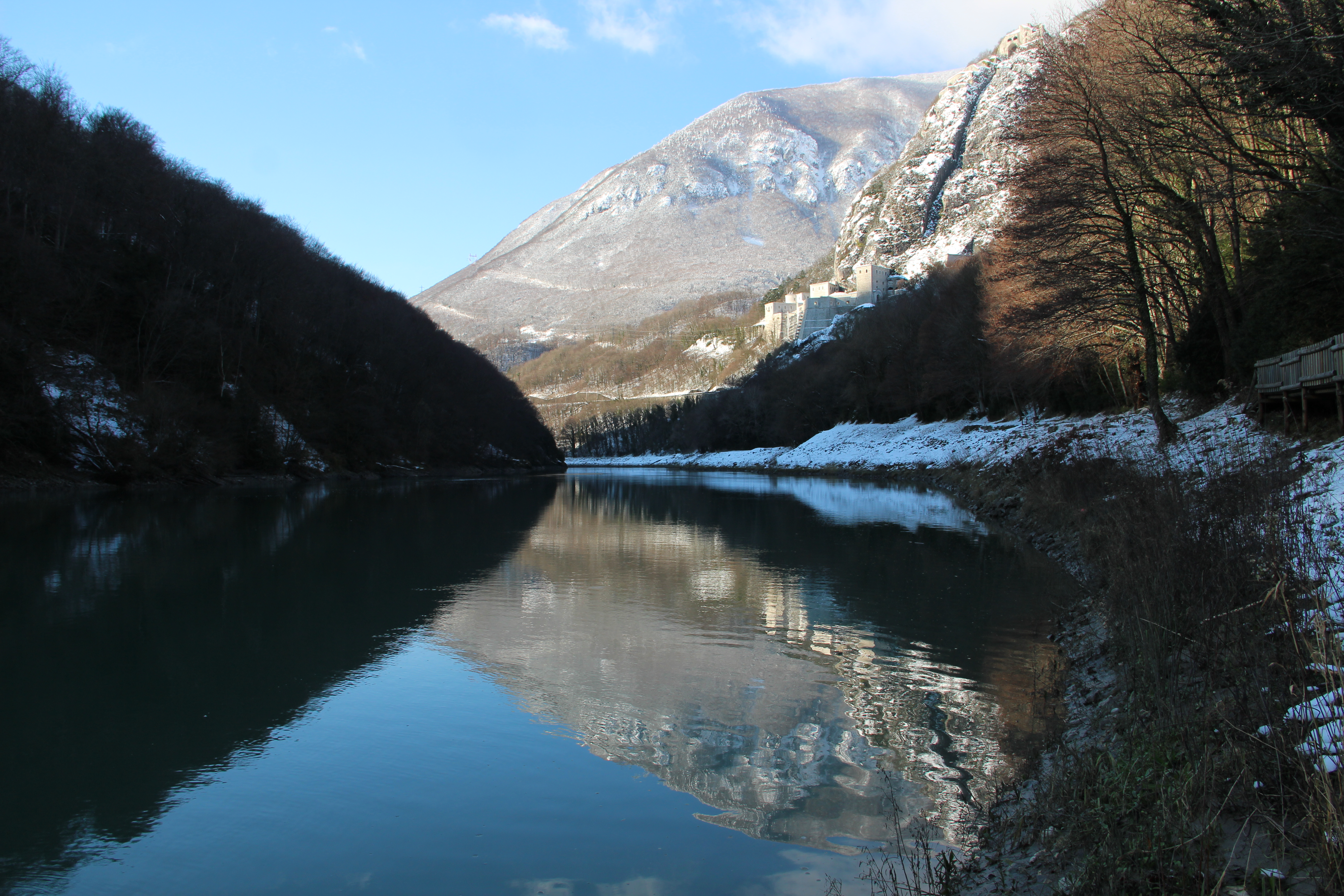
Rhônedurchbruch (Défilé de l’Écluse)
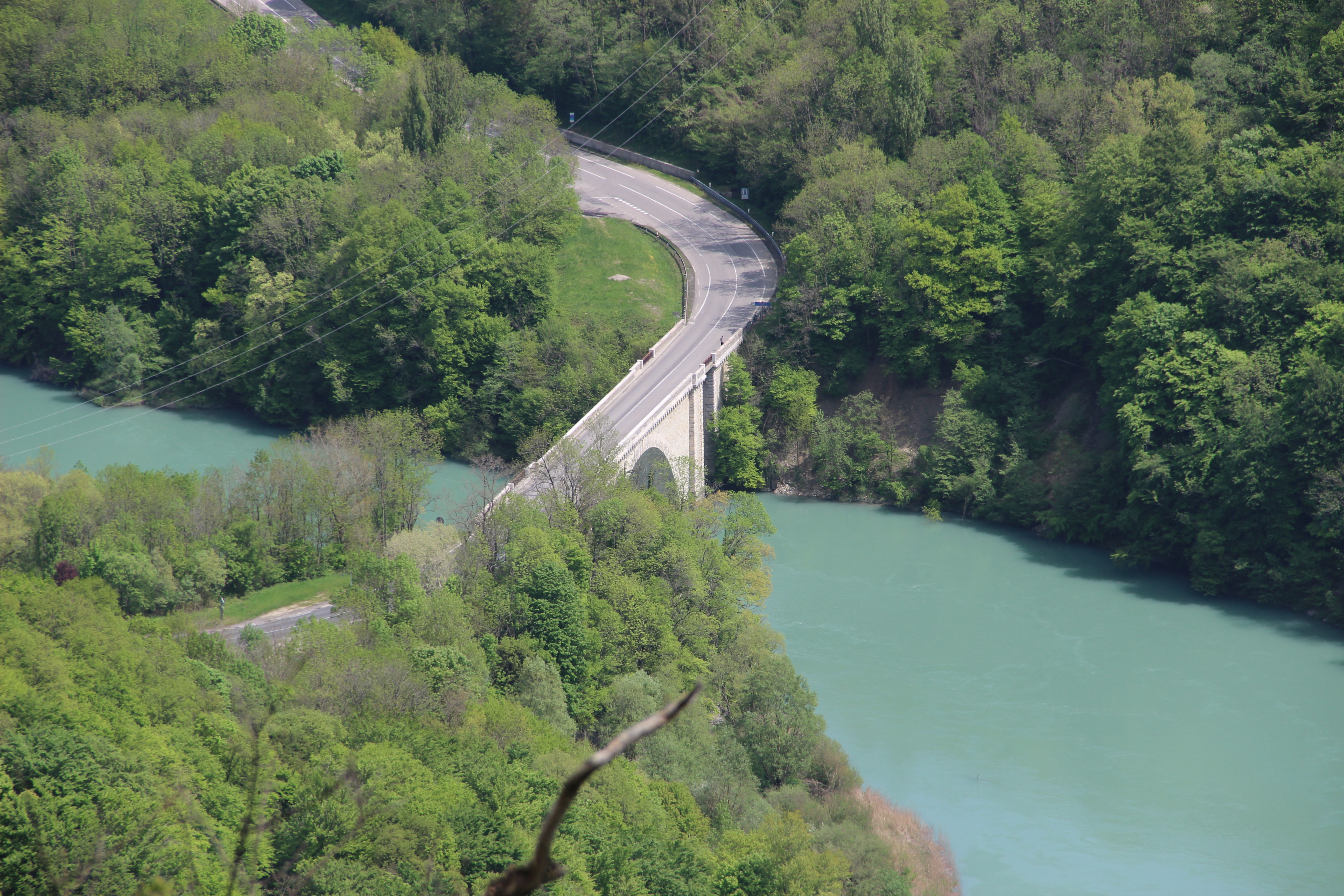
Pont Carnot, Brücke über die Rhône
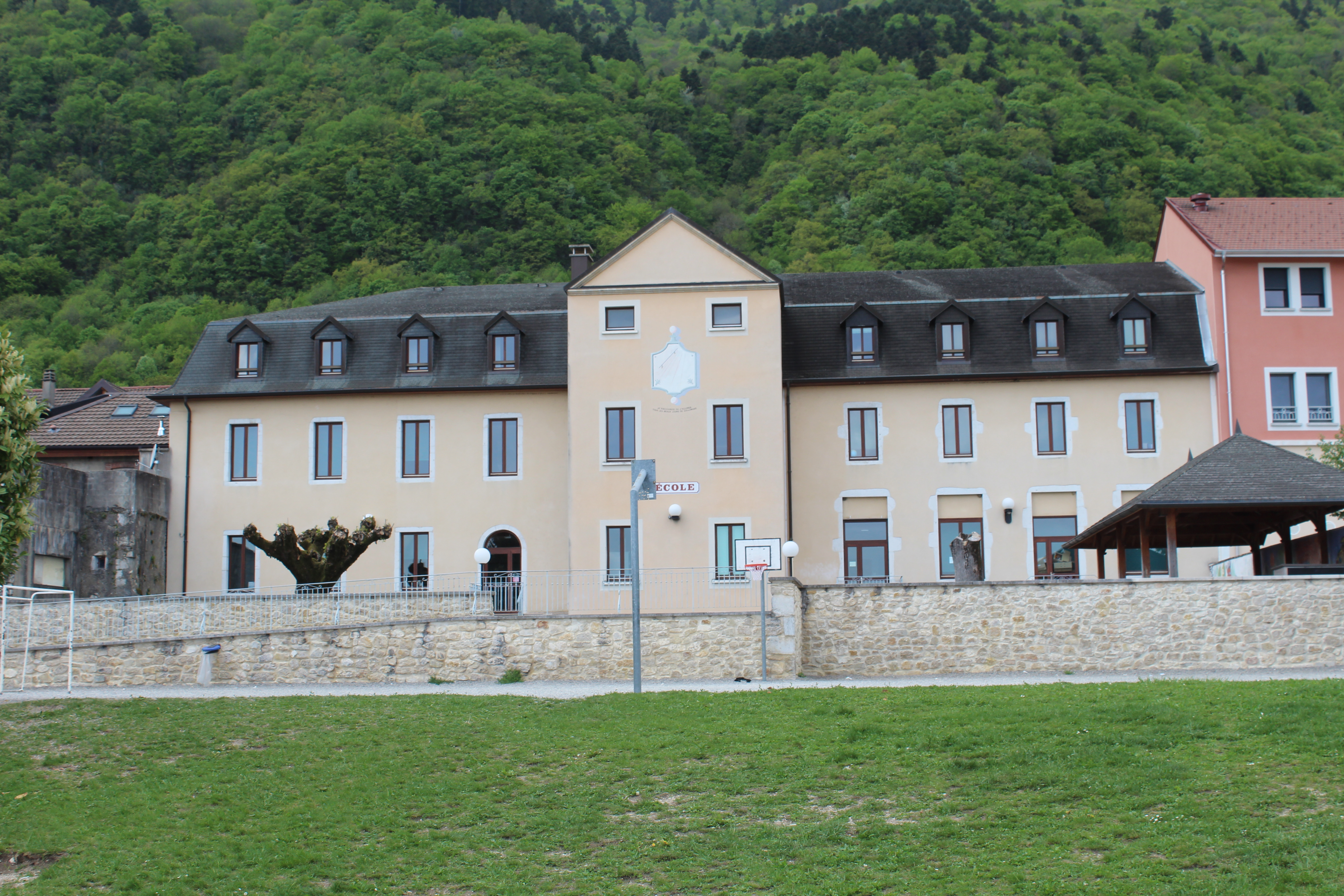
Schule
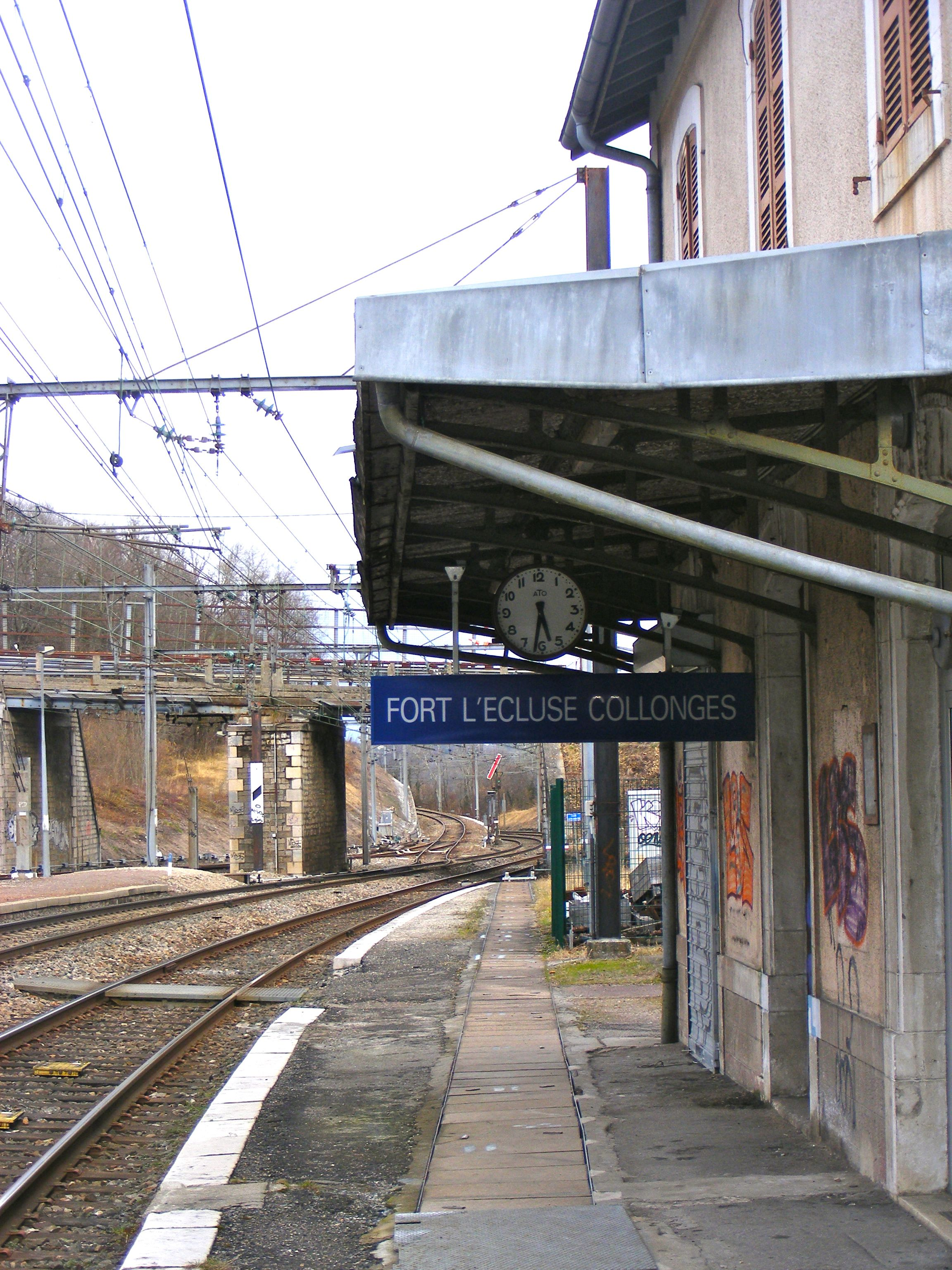
Bahnhalt Fort- l’Écluse – Collonges
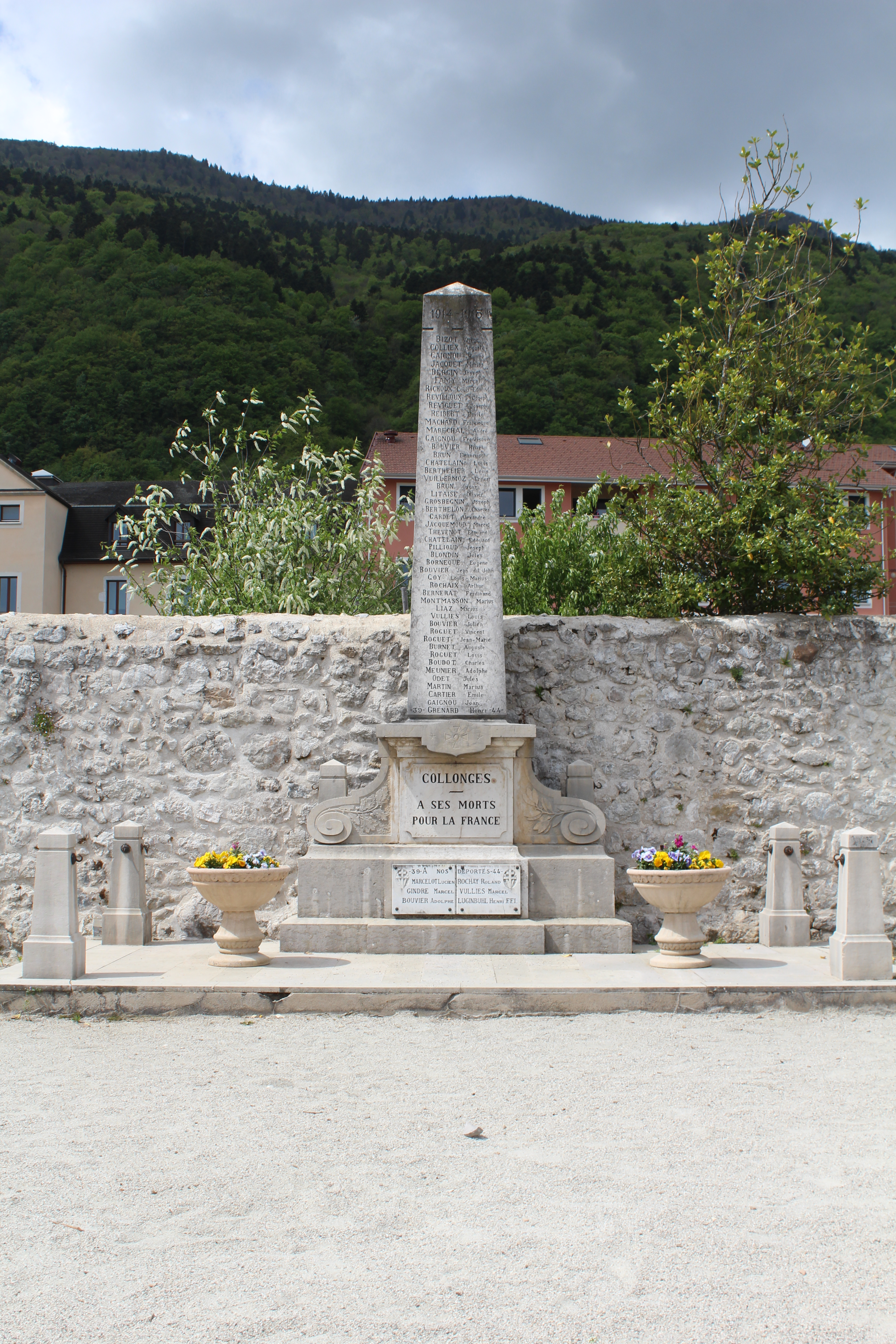
Gefallenendenkmal

## Wirtschaft und Infrastruktur
Collonges war bis weit ins 20. Jahrhundert hinein ein vorwiegend durch die Landwirtschaft geprägtes Dorf. Heute gibt es einige Betriebe des lokalen Kleingewerbes. Mittlerweile hat sich das Dorf auch zu einer Wohngemeinde gewandelt. Zahlreiche Erwerbstätige sind Wegpendler, die in den größeren Ortschaften des Pays de Gex oder als Grenzgänger in der Agglomeration Genf arbeiten.
Die Ortschaft ist verkehrsmäßig gut erschlossen. Sie liegt an der Hauptstraße D984, die von Collonges entlang dem Jurafuß nach Saint-Genis-Pouilly führt. Durch den Bau einer Ortsumfahrung wurde der Dorfkern vom Durchgangsverkehr entlastet. Weitere überregionale Straßenverbindungen bestehen mit Bellegarde-sur-Valserine und Saint-Julien-en-Genevois. Der nächste Anschluss an die Autobahn A40 befindet sich in einer Entfernung von rund 15 Kilometern.
Collonges besaß einen Bahnhof an der Bahnstrecke Lyon–Genève. Dort zweigt die Bahnstrecke Collonges–Divonne-les-Bains ab, welche heute stillgelegt ist.
Im Ort befindet sich eine staatliche école primaire (Grundschule mit eingegliederter Vorschule).